# Konrad I. Žovneški
Konrad I. Žovneški, svobodni plemič na gradu Žovnek  in prednik Celjskih grofov, * ~ 1200, † pred 1255.
Rodil se je svobodnemu gospodu Gebhardu II. Žovneškemu. Žena, ki je izhajala iz rodu Pfannberških, mu je rodila šest otrok: od tega štiri sinove (Konrada, Ulrika, Liutpolda in Gebharda) ter dve hčeri (Zofijo in Jero). Konrad je v virih izpričan v letih od 1220 do 1241. Na neki listini, ki jo je izdal oče Gebhard, se nahaja tudi Konradov pečat; v pečatni podobi pa se nahaja prvi poznani grb Žovneških, za katerega vemo, da je imel eno rdečo prečko v belem/srebrnem polju. Ta grb je Konrad spremenil tako, da se na njem odtlej pojavljata dve rdeči prečki v belem/srebrnem polju, in tak grb spremlja Žovneške vse do njihovega dviga v Celjske grofe, ko med seboj združijo grba Žovneških in Vovbrških.
Oglejski patriarh Bertold je leta 1237 Konradu predal v fevd krvno sodstvo in patronatsko pravico nad faro v Braslovčah. Od patriarha Bertolda je Konrad pridobil v fevd tudi posesti in pravice v Marki (na Dolenjskem), kar je razvidno iz njegove listine iz leta 1241, s katero je podelil v dedni fevd svojemu vazalu Herbardu I. Turjaškemu desetine v Dobrepolju, Ribnici in Poljanah, ki jih je sam imel v fevdu od oglejskega patriarha. Iz te listine je tudi razvidno, da so Žovneški poleg alodiarne posesti imeli v fevdu tudi posesti in pravice krških škofov in oglejskih patriarhov in da so imeli tudi podrejene viteze in nižje plemstvo. V Konradovem spremstvu se pojavljajo vitez Heidenrik iz Žovneka, Henrik Ploštanjski, Popo Lemberški, Herbard Turjaški pa je izrecno imenovan kot vazal. 
Prav v Konradu se najverjetneje skriva po imenu neznani nemški viteški lirik Der von Sounegge.  Konrad je namreč živel tipično življenje viteškega pesnika; tako se jez bratom Liutpoldom (Leopoldom) III. leta 1224 udeležil turnirja v Brežah, ki ga je priredil potujoči vitez in pesnik Ulrik Lichtensteinski. in ga tudi opisal v svoji pesnitvi Služba dami (Frauendienst).